# Aguiar (Viana do Alentejo)
Aguiar é uma povoação portuguesa sede da Freguesia de Aguiar do Município de Viana do Alentejo, freguesia com 27,81 km² de área e 859 habitantes (censo de 2021), tendo, por isso, uma densidade populacional de 30,9 hab./km².

## História
Foi vila e sede de concelho entre 1287 e o início do século XIX. Este era constituído apenas pela freguesia da vila e tinha, em 1801, 248 habitantes. A própria freguesia foi suprimida entre o início do século XX e 1985, quando foi restaurada por Lei da Assembleia da República (Lei 118/85 de 4 de outubro) com lugares desanexados da freguesia de Viana do Alentejo.

## Demografia
A população registada nos censos foi:
| Distribuição da População por Grupos Etários | Distribuição da População por Grupos Etários | Distribuição da População por Grupos Etários | Distribuição da População por Grupos Etários | Distribuição da População por Grupos Etários |
| -------------------------------------------- | -------------------------------------------- | -------------------------------------------- | -------------------------------------------- | -------------------------------------------- |
| Ano                                          | 0-14 Anos                                    | 15-24 Anos                                   | 25-64 Anos                                   | > 65 Anos                                    |
| 2001                                         | 101                                          | 94                                           | 341                                          | 163                                          |
| 2011                                         | 148                                          | 104                                          | 493                                          | 145                                          |
| 2021                                         | 118                                          | 87                                           | 489                                          | 165                                          |

## Património
- Anta de Aguiar
- Igreja Matriz (de Nossa Senhora da Assunção)
- Fonte do Paço
- Igreja de Nossa Senhora da Piedade
- Ermida de São Barnabé